# Emmanuel Binet
Pour les articles homonymes, voir Binet.
Emmanuel Binet, né en 1956 et mort le 27 juillet 2025, est un musicien français, bassiste, contrebassiste et multi-instrumentiste. Il joue notamment comme accompagnateur de Brigitte Fontaine, Jean Guidoni, Font et Val, Djurdjura, Sapho, Toure Kunda, André Ceccarelli, en duo avec Pierre Bensusan, Pierre Ruiz de Laminaga, etc.

## Jeunesse
Emmanuel Binet naît en 1956 et passe son enfance dans la région de Lorient. Il est diplômé du Conservatoire de Rennes.
Son frère, Bertrand Binet, est lui aussi musicien.
Avec son épouse Véronique il a une fille, Estelle, et est grand-père d'un petit fils. 
Emmanuel Binet meurt le dimanche 27 juillet 2025, à Dieulefit.

## Discographie
En solo
- Danse de rue, produit par Pan Music, avec Philippe Val, en 1994 (enr.), sorti en 1997

En invité
- Orchestra V, en 2000
- Fetish, de Didier Malherbe, produit par Mantra Records, avec Pierre Bensusan en 1989 (enr.), sorti en 1996.
- From now on ; Walkin on home. - Black rose. - ...etc, produit par Deutsche Austrophon GmbH, avec notamment Dominique Pifarely, Olivier Hutman et Christian Escoudé en 1988.
- Images, produit par : Chaville : Studio Witas, avec notamment Dominique Pifarely et Christian Escoudé en 1988
- Spices de Pierre Bensusan, produit par CBS, avec notamment Didier Malherbe en 1988
- Gift box for 2014, produit par la mairie de Saint-Cloud en 2014.
- Blue Congo, de Xavier Jouvelet, produit par Mad Minute Music, en 1989
- The Legend of the Red Bird, produit par Musea en 1989

En tant qu'interprète
- Djurdjura, A yemma Kondo-Râ prod 1982
- Brigitte Fontaine, Les églantines sont peut-être formidables, produit par  RCA en 1980
- Mico Nissim et Touré Kunda, Dunya, produit par  Attitude Record, en 1986
- Sax Pustuls, La vie des animaux, produit par  Epic en 1982
- Jean Guidoni, Au cirque d'hiver, produit par Polygram en 1988
- Pierre Bensusan, Solilaï, produit par  CBS Records inc en 1990
- Didier Malherbe, Fétish, produit par  Gimini Music en 1992
- Xavier Jouvelet, L'indigène, produit par  Mad Minute Music en 1994
- Pierre Bensusan, Wu Wei, produit par  CMA artistes, en 1994
- Ravy Magnifique, Meeting, produit par Tempo en 1996
- Sapho, Jardin Andalou, produit par  Mélodie-Celluloid, en 1996
- Jean-Pierre Como, Empreinte, produit par EMI France 1999
- Daniel Kientzy, Jorge Peixinho, produit par Nova Music en 2001
- Seventy Groove, pour RMPen 2000
- Deep Orient, produit par Radio Nova  2000
- World Touch (Vol. 1, 2, 3, 4), pour RMPen 2001-2002
- Miguel Sanchez, Thalisma, produit par Carbon 7 Record, en 2003
- Les Nubians, One step forward, produit par Virgin Records, en 2004
- Juste pour eux, Agir Réagir, produit par Atoll, Sony music en 2005
- Nu lounge (Vol 1, 2), AX'S Music, en 2009
- Retro movies, AX'S Music, en 2010
- Genius Bass, AX'S Music, en 2011
- Atlas, AX'S Music, en 2012
- After The Rain, AX'S Music, en 2012
- Sylvie Vartan, Live à la salle Pleyel avec l, avec l'orchestre symphonique de Bulgarie, produit par  Columbiaen 2012
- Soul Pop, AX'S Music, en 2013
- Art Gallery, AX'S Music, en 2013

## Composition pour le cinéma
- 2001 : La Porte close d’Abdelkader Lagtaâ
- 2002 : Face à face d’Abdel Kader Lagtâa
- 2005 : Yasmina et les hommes d’Abdel Kader Lagtâa
- 2007 : Les Jardins de Samira de Latif Lahlou
- 2009 : La Grande Villa de Latif Lahlou
- 2008 : Soul Men (auteur du titre Irish Skies)

En tant que musicien
- Hide Hide Show Show[3]

## Filmographie
- 2001 : La Casbah de Jean Luc Godard

## Autres
Il travaille comme habilleur sonore pour les médias, avec Paul Bouchara, pour RFI, France Télévisions, Arte, etc.